# Amadotrogus patruelis
Amadotrogus patruelis är en skalbaggsart som beskrevs av Louis Jérôme Reiche 1862.
Amadotrogus patruelis ingår i släktet Amadotrogus och familjen Melolonthidae. Inga underarter finns listade i Catalogue of Life.